# Niels Petersen Vogt

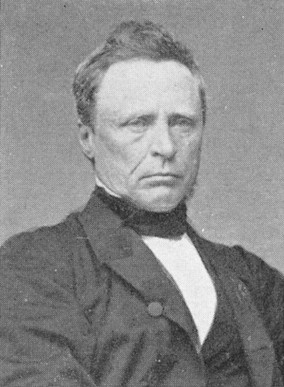
Niels Petersen Vogt.

Niels Petersen Vogt, född den 15 april 1817 i Kristiania, död där den 8 november 1894, var ett norskt statsråd, brorson till statsrådet Jørgen Herman Vogt, far till publicisten Nils Vogt och diplomaten Benjamin Vogt.
Vogt blev 1839 juris kandidat, 1845 byråchef och 1847 expeditionssekreterare i Justitiedepartementet, 1850 amtmand i Søndre Bergenhus amt och 1860 stiftsamtmand i Kristiansands stift. I stortinget representerade han 1857-58 staden Bergen och 1862-71 Kristiansand. 
I stortinget åtnjöt Vogt stort anseende samt presiderade efter 1862 flera gånger i lagtinget och var 1868-69 stortingspresident. 1865-67 var han medlem av den stora unionskommitté, som skulle utarbeta förslag till ny riksakt; förslaget förkastades emellertid med stor majoritet av stortinget 1871. 
Samma år utnämndes Vogt till statsråd i Stangs ministär och kvarstod på samma post, även sedan Stang (1880) avgått och C. A. Selmer trätt i spetsen för regeringen. Som medlem av sistnämnda ministär blev han tillsammans med övriga statsråd dömd av riksrätten 1884 och förlorade sitt ämbete, utnämndes därefter till amtmand i Buskeruds amt, men tog avsked 1890.